# Gran Premio de Francia de Motociclismo de 1965
El Gran Premio de Francia de Motociclismo de 1965 fue la cuarta prueba de la temporada 1965 del Campeonato Mundial de Motociclismo. El Gran Premio se disputó el 16 de mayo de 1965 en el Circuito de Rouen les Essarts.

## Resultados 250cc
En el cuarto de litro, Jim Redman se recuperó de su lesión de clavícula. Pero la potencia de Phil Read con su Yamaha RD 56 y Jim Redman con el Honda 3RC 164 fue abrumadora. Redman tomó la delantera e incluso acumuló una ventaja de 13 segundos. En la decimoquinta vuelta, se retiró con una avería en la caja de cambios. Read ganó una vuelta por delante de Bruce Beale (con la «vieja» Honda RC 164), Barry Smith (Bultaco) terminó tercero a dos vueltas.
| Pos. | Piloto              | Moto      | Tiempo       | Pts. |
| ---- | ------------------- | --------- | ------------ | ---- |
| 1    | Phil Read           | Yamaha    | 1h 03' 28" 2 | 8    |
| 2    | Bruce Beale         | Honda     | + 1 Vuelta   | 6    |
| 3    | Barry Smith         | Bultaco   | + 2 Vueltas  | 4    |
| 4    | Jean-Claude Guénard | Bultaco   | + 3 Vueltas  | 3    |
| 5    | Rex Avery           | Bultaco   | + 4 Vueltas  | 2    |
| 6    | Alain Barbaroux     | Aermacchi | + 4 Vueltas  | 1    |
| 7    | Claude Vigreux      | Aermacchi | + 4 Vueltas  |      |
| 8    | Jean Auréal         | Aermacchi | + 4 Vueltas  |      |
| Ret  | Heinz Rosner        | MZ        | Ret          |      |
| Ret  | Mike Duff           | Yamaha    | Ret          |      |
| Ret  | Jack Ahearn         | Suzuki    | Ret          |      |
| Ret  | Derek Woodman       | MZ        | Ret          |      |
| Ret  | Tarquinio Provini   | MZ        | Ret          |      |
| Ret  | Frank Perris        | Suzuki    | Ret          |      |
| Ret  | Jim Redman          | Honda     | Ret          |      |
| Ret  | Ginger Molloy       | Bultaco   | Ret          |      |
| Ret  | Dieter Krumpholz    | MZ        | Ret          |      |
| Ret  | Giuseppe Visenzi    | Aermacchi | Ret          |      |
|      | Fuente:             |           |              |      |

## Resultados 125cc
Mike Hailwood ganó ambas clases en solitario. La primera de ellas llegó en 250cc. Jim Redman ocupó el segundo lugar a 46 segundos de distancia. Phil Read llegó en tercer lugar a 1 minuto y 21 segundos, el último piloto que no estaba doblado.
| Pos. | Piloto           | Moto    | Tiempo      | Pts. |
| ---- | ---------------- | ------- | ----------- | ---- |
| 1    | Hugh Anderson    | Suzuki  | 52' 57" 4   | 8    |
| 2    | Ernst Degner     | Suzuki  | +10" 5      | 6    |
| 3    | Frank Perris     | Suzuki  | +1' 12" 2   | 4    |
| 4    | Derek Woodman    | MZ      | + 1 Vuelta  | 3    |
| 5    | Bruce Beale      | Honda   | + 2 Vueltas | 2    |
| 6    | Giuseppe Visenzi | Honda   | + 2 Vueltas | 1    |
| 7    | Pierre Viura     | Honda   | + 3 Vueltas |      |
| 8    | Claude Vigreux   | Bultaco | + 3 Vueltas |      |
| 9    | André Bellone    | Honda   | + 3 Vueltas |      |
| 10   | Heinz Rosner     | MZ      | + 5 Vueltas |      |
| Ret  | Ginger Molloy    | Bultaco | Ret         |      |
| Ret  | Rex Avery        | EMC     | Ret         |      |
| Ret  | Luigi Taveri     | Honda   | Ret         |      |
| Ret  | Pierre Viura     | Ducati  | Ret         |      |
| Ret  | Jean Auréal      | Bultaco | Ret         |      |
| Ret  | Barry Smith      | Bultaco | Ret         |      |
| Ret  | Klaus Enderlein  | MZ      | Ret         |      |
| Ret  | Ralph Bryans     | Honda   | Ret         |      |
| Ret  | José Albertini   |         | Ret         |      |

## Resultados 50cc
Mike Hailwood ganó ambas clases en solitario. La primera de ellas llegó en 250cc. Jim Redman ocupó el segundo lugar a 46 segundos de distancia. Phil Read llegó en tercer lugar a 1 minuto y 21 segundos, el último piloto que no estaba doblado.
| Pos. | Piloto            | Moto     | Tiempo     | Pts. |
| ---- | ----------------- | -------- | ---------- | ---- |
| 1    | Ralph Bryans      | Honda    | 49'07"6    | 8    |
| 2    | Luigi Taveri      | Honda    | +12" 5     | 6    |
| 3    | Ernst Degner      | Suzuki   | +16" 8     | 4    |
| 4    | Mitsuo Itoh       | Suzuki   | +4 vueltas | 3    |
| 5    | Jacques Roca      | Derbi    | +1' 42" 4  | 2    |
| 6    | Hugh Anderson     | Suzuki   | +1 vuelta  | 1    |
| 7    | Rudolf Kunz       | Kreidler | +1 vuelta  |      |
| 8    | Claude Vigreux    | Kreidler | +2 vueltas |      |
| 9    | Pierre Viura      | Nougier  | +3 vueltas |      |
| Ret  | Heinz Rosner      | MZ       | Ret        |      |
| Ret  | Mike Duff         | Yamaha   | Ret        |      |
| Ret  | Jack Ahearn       | Suzuki   | Ret        |      |
| Ret  | Derek Woodman     | MZ       | Ret        |      |
| Ret  | Tarquinio Provini | Benelli  | Ret        |      |
| Ret  | Frank Perris      | Suzuki   | Ret        |      |
| Ret  | Jim Redman        | Honda    | Ret        |      |
| Ret  | Dieter Krumpholz  | MZ       | Ret        |      |